# Rodrigo Castillo
Rodrigo Castillo (Venado Tuerto, Provincia de Santa Fe, Argentina; 26 de febrero de 1999) es un futbolista argentino. Juega de delantero y su equipo actual es el Club Atlético Lanús, de la Primera División de Argentina.

## Trayectoria
Sus primeros pasos en el deporte fueron en el club Sportivo Rivadavia de Venado Tuerto (Ciudad de donde es oriundo) y continuó su formación profesional en las inferiores de River Plate, Castillo jugó por el equipo reserva del club en 2019 hasta 2020, cuando se integró al equipo reserva del Unión de Santa Fe. 
Tras jugar a préstamo en 2021 en el equipo reserva del Gimnasia y Esgrima La Plata, fichó permanentemente en 2022.
Fue cedido al Deportivo Madryn de la Primera B Nacional en la temporada 2022. Debutó el 12 de febrero ante Agropecuario. Castillo disputó 33 encuentros en su primer año.
Regresó al club en 2023, renovando su contrato en marzo de ese año. Debutó en la Primera División con Gimnasia el 31 de enero ante Vélez Sarsfield.
El 17 de agosto de 2024 convirtió en el empate en un gol contra River Plate. 

## Estadísticas

### Clubes
Actualizado hasta su último partido disputado el 8 de agosto de 2025.
| Club                              | Div.          | Temporada     | Liga  | Liga  | Liga   | Copas nacionales | Copas nacionales | Copas nacionales | Torneos internacionales | Torneos internacionales | Torneos internacionales | Total | Total | Total  |
| Club                              | Div.          | Temporada     | Part. | Goles | Asist. | Part.            | Goles            | Asist.           | Part.                   | Goles                   | Asist.                  | Part. | Goles | Asist. |
| --------------------------------- | ------------- | ------------- | ----- | ----- | ------ | ---------------- | ---------------- | ---------------- | ----------------------- | ----------------------- | ----------------------- | ----- | ----- | ------ |
| Deportivo Madryn Argentina        | 2.ª           | 2022          | 33    | 12    | 2      | 3                | 0                | 0                | —                       | —                       | —                       | 36    | 12    | 2      |
| Deportivo Madryn Argentina        | Total club    | Total club    | 33    | 12    | 2      | 3                | 0                | 0                | 0                       | 0                       | 0                       | 36    | 12    | 2      |
| Gimnasia y Esgrima (LP) Argentina | 1.ª           | 2023          | 9     | 1     | 1      | 5                | 0                | 0                | —                       | —                       | —                       | 14    | 1     | 1      |
| Gimnasia y Esgrima (LP) Argentina | 1.ª           | 2024          | 27    | 6     | 2      | 8                | 0                | 2                | —                       | —                       | —                       | 35    | 6     | 4      |
| Gimnasia y Esgrima (LP) Argentina | 1.ª           | 2025          | 16    | 4     | 0      | 2                | 1                | 0                | —                       | —                       | —                       | 18    | 5     | 0      |
| Gimnasia y Esgrima (LP) Argentina | Total club    | Total club    | 52    | 11    | 3      | 15               | 1                | 2                | 0                       | 0                       | 0                       | 67    | 12    | 5      |
| C. A. Lanús Argentina             | 1.ª           | 2025          | 4     | 3     | 0      | 1                | 0                | 0                | —                       | —                       | —                       | 5     | 3     | 0      |
| C. A. Lanús Argentina             | Total club    | Total club    | 4     | 3     | 0      | 1                | 0                | 0                | 0                       | 0                       | 0                       | 5     | 3     | 0      |
| Total carrera                     | Total carrera | Total carrera | 89    | 26    | 5      | 19               | 1                | 2                | 0                       | 0                       | 0                       | 108   | 27    | 7      |
| 1. 2.                             |               |               |       |       |        |                  |                  |                  |                         |                         |                         |       |       |        |